# Lac Alex
Lac Alex är en sjö i Kanada.   Den ligger i regionen Saguenay–Lac-Saint-Jean och provinsen Québec, i den östra delen av landet, 500 km nordost om huvudstaden Ottawa. Lac Alex ligger 264 meter över havet. Arean är 2,5 kvadratkilometer. Den sträcker sig 5,5 kilometer i nord-sydlig riktning, och 2,7 kilometer i öst-västlig riktning. Vattendraget Rivière Alex flyter genom sjön.
I omgivningarna runt Lac Alex växer i huvudsak blandskog. Trakten runt Lac Alex är nära nog obefolkad, med mindre än två invånare per kvadratkilometer.